# Хайнрих V (Каринтия)
Вижте пояснителната страница за други личности с името Хайнрих V.
Хайнрих V (на немски: Heinrich V, † 12 октомври 1161) от род Спанхайми, е херцог на Каринтия от 1144 до 1161 г. и маркграф на Верона от 1144 до 1151 г.

## Биография
Той е големият син на херцог Улрих I († 7 април 1144) и съпругата му Юдит († 1162), дъщеря на маркграф Херман II фон Баден († 1130).
След смъртта на баща му Хайнрих V още съвсем млад поема през 1144 г. херцогството. През 1151 г. маркграфството Верона е взето от Каринтия и е дадено на чичо му маркграф Херман III фон Баден. През 1158 г. обаче епископ Роман I му дава фогтай Гурк.
Като привърженик на Хоенщауфените Хайнрих пътува много по нареждане на Фридрих I Барбароса. При връщането му от такава мисия той се удавя в Таглиаменто. Погребан е в манастир Розацо във Фриули. Последван е като херцог в Каринтия от брат му Херман.

## Фамилия
Хайнрих V се жени за Елизабет от Траунгау, дъщеря на маркграф Леополд от Щирия († 1129), вдовица на граф Рудолф II фон Щаде († 1144). Те нямат деца.